# Handebol nos Jogos Olímpicos de Verão de 1976
O handebol nos Jogos Olímpicos de Verão de 1976 foi realizado em Montreal, no Canadá. A equipe da Tunísia que iniciou disputando o grupo B do torneio masculino, acabou abandonando a competição devido ao boicote africano nos Jogos. Seus dois jogos diputados, contra Polônia (derrota 26-12) e Checoslováquia (derrota 21-9), foram anulados.
Foi incluído também o torneio feminino com seis equipes participantes.

## Masculino
| Ouro | Prata | Bronze |
| União Soviética Oleksandr Rezanov Mykola Tomyn Serhiy Kushniryuk Yuriy Lahutyn Vladimir Maksimov Yuri Kidyaev Yury Klimov Vladimir Kravtsov Valeri Gassy Vasily Ilyin Mykhaylo Ishchenko Aleksandr Anpilogov Yevgeni Chernyshyov Anatoli Fedyukin | Romênia Constantin Tudosie Radu Voina Nicolae Munteanu Cornel Penu Werner Stöckl Roland Gunesch Gabriel Kicsid Ghiță Licu Alexandru Fölker Cristian Gațu Mircea Grabovschi Ștefan Birtalan Adrian Cosma Cezar Drăgăniță | Polônia Zdzisław Antczak Janusz Brzozowski Piotr Cieśla Jan Gmyrek Alfred Kałuziński Jerzy Klempel Zygfryd Kuchta Jerzy Melcer Ryszard Przybysz Henryk Rozmiarek Andrzej Sokołowski Andrzej Szymczak Mieczysław Wojczak Włodzimierz Zieliński |

### Primeira fase
As equipes primeiro colocadas em cada grupo disputam a medalha de ouro na final. As equipes que terminaram em segundo lugar em cada um dos dois grupos disputaram a medalha de bronze.

#### Grupo A
| Equipe                 | Pts | J | V | E | D | GP  | GC  |
| ---------------------- | --- | - | - | - | - | --- | --- |
| URS União Soviética    | 8   | 5 | 4 | 0 | 1 | 111 | 77  |
| FRG Alemanha Ocidental | 8   | 5 | 4 | 0 | 1 | 97  | 76  |
| YUG Iugoslávia         | 8   | 5 | 4 | 0 | 1 | 110 | 93  |
| DEN Dinamarca          | 4   | 5 | 2 | 0 | 3 | 92  | 102 |
| JPN Japão              | 2   | 5 | 1 | 0 | 4 | 96  | 111 |
| CAN Canadá             | 0   | 5 | 0 | 0 | 5 | 75  | 122 |

| 18 de julho        |       |                 |
| União Soviética    | 26–16 | Japão           |
| Iugoslávia         | 22–18 | Canadá          |
| Alemanha Ocidental | 18–14 | Dinamarca       |
| 20 de julho        |       |                 |
| Alemanha Ocidental | 19–16 | Japão           |
| Iugoslávia         | 25–17 | Dinamarca       |
| União Soviética    | 25–9  | Japão           |
| 22 de julho        |       |                 |
| Iugoslávia         | 20–18 | União Soviética |
| Alemanha Ocidental | 26–11 | Canadá          |
| Dinamarca          | 21–17 | Japão           |
| 24 de julho        |       |                 |
| Dinamarca          | 24–18 | Canadá          |
| Alemanha Ocidental | 16–18 | União Soviética |
| Iugoslávia         | 26–22 | Japão           |
| 26 de julho        |       |                 |
| Alemanha Ocidental | 18–17 | Iugoslávia      |
| Japão              | 25–19 | Canadá          |
| União Soviética    | 24–16 | Dinamarca       |

#### Grupo B
| Equipe             | Pts | J | V | E | D | GP | GC  |
| ------------------ | --- | - | - | - | - | -- | --- |
| ROM Romênia        | 7   | 4 | 3 | 1 | 0 | 91 | 71  |
| POL Polônia        | 6   | 4 | 3 | 0 | 1 | 80 | 71  |
| HUN Hungria        | 4   | 4 | 2 | 0 | 2 | 92 | 82  |
| TCH Checoslováquia | 4   | 4 | 1 | 1 | 2 | 85 | 82  |
| USA Estados Unidos | 0   | 4 | 0 | 0 | 4 | 80 | 122 |

| 18 de julho    |       |                |
| Romênia        | 23–18 | Hungria        |
| Checoslováquia | 28–20 | Estados Unidos |
| 20 de julho    |       |                |
| Romênia        | 32–19 | Estados Unidos |
| Polônia        | 18–16 | Hungria        |
| 22 de julho    |       |                |
| Hungria        | 36–21 | Estados Unidos |
| Polônia        | 21–18 | Checoslováquia |
| 24 de julho    |       |                |
| Polônia        | 26–20 | Estados Unidos |
| Romênia        | 19–19 | Checoslováquia |
| 26 de julho    |       |                |
| Checoslováquia | 20–22 | Hungria        |
| Romênia        | 17–15 | Polônia        |

#### 9º-10º lugar
| 27 de julho |       |                |
| Japão       | 27–20 | Estados Unidos |

#### 7º-8º lugar
| 27 de julho |       |                |
| Dinamarca   | 21–25 | Checoslováquia |

#### 5º-6º lugar
| 27 de julho |       |         |
| Iugoslávia  | 21–19 | Hungria |

### Disputa pelo bronze
| 30 de julho        |       |         |
| Alemanha Ocidental | 18–21 | Polônia |

### Final
| 30 de julho     |       |         |
| União Soviética | 19–15 | Romênia |

### Classificação final
| Pos. | País               |
| ---- | ------------------ |
|      | União Soviética    |
|      | Romênia            |
|      | Polónia            |
| 4    | Alemanha Ocidental |
| 5    | Iugoslávia         |
| 6    | Hungria            |
| 7    | Tchecoslováquia    |
| 8    | Dinamarca          |
| 9    | Japão              |
| 10   | Estados Unidos     |
| 11   | Canadá             |
| -    | Tunísia            |

## Feminino
| Ouro | Prata | Bronze |
| União Soviética Nataliya Tymoshkina-Sherstyuk Zinaida Turchyna Halyna Zakharova Rafiga Shabanova Lyudmila Shubina Lyubov Odynokova-Berezhnaya Lyudmyla Panchuk Lyudmila Poradnyk-Bobrus Mariya Litoshenko Nina Lobova Aldona Nenėnienė-Česaitytė Tetyana Hlushchenko Larysa Karlova Tetyana Kocherhina-Makarets | Alemanha Oriental Hannelore Zober Gabriele Badorek Evelyn Matz Roswitha Krause Christina Rost Petra Uhlig Christina Voß Liane Michaelis Silvia Siefert Marion Tietz Kristina Richter-Hochmut Eva Paskuy Waltraud Kretzschmar Hannelore Burosch | Hungria Éva Angyal Mária Berzsenyi Ágota Bujdosó Klára Csíkné Zsuzsanna Kéziné Katalin Lakiné Rozália Lelkesné Márta Megyeriné Ilona Nagy Marianna Nagy Erzsébet Németh Amália Sterbinszky Borbála Tóth Harsányi Mária Vadászné |

### Grupo Único
| Equipe                | Pts | J | V | E | D | GP | GC  |
| --------------------- | --- | - | - | - | - | -- | --- |
| URS União Soviética   | 10  | 5 | 5 | 0 | 0 | 92 | 40  |
| GDR Alemanha Oriental | 7   | 5 | 3 | 1 | 1 | 89 | 47  |
| HUN Hungria           | 7   | 5 | 3 | 1 | 1 | 85 | 55  |
| ROM Romênia           | 4   | 5 | 2 | 0 | 3 | 73 | 83  |
| JPN Japão             | 2   | 5 | 1 | 0 | 4 | 72 | 115 |
| CAN Canadá            | 0   | 5 | 0 | 0 | 5 | 35 | 106 |

| 20 de julho       |       |                 |
| Hungria           | 25–18 | Japão           |
| União Soviética   | 21–3  | Canadá          |
| Alemanha Oriental | 18–12 | Romênia         |
| 22 de julho       |       |                 |
| União Soviética   | 14–8  | Romênia         |
| Alemanha Oriental | 24–10 | Japão           |
| Hungria           | 24–3  | Canadá          |
| 24 de julho       |       |                 |
| Alemanha Oriental | 29–4  | Canadá          |
| Romênia           | 21–20 | Japão           |
| União Soviética   | 12–9  | Hungria         |
| 26 de julho       |       |                 |
| Romênia           | 17–11 | Canadá          |
| Alemanha Oriental | 7–7   | Hungria         |
| União Soviética   | 31–9  | Japão           |
| 28 de julho       |       |                 |
| Japão             | 15–14 | Canadá          |
| Hungria           | 20–15 | Romênia         |
| Alemanha Oriental | 11–14 | União Soviética |